# Doãn Lực
Doãn Lực (hay Duẫn Lực, tiếng Trung giản thể: 尹力; bính âm Hán ngữ: Yǐn Lì, sinh tháng 8 năm 1962, người Hán) là chuyên gia y học và sức khỏe cộng đồng, chính trị gia nước Cộng hòa Nhân dân Trung Hoa. Ông là Ủy viên Bộ Chính trị khóa XX, Ủy viên Ủy ban Trung ương Đảng Cộng sản Trung Quốc khóa XIX, Ủy viên dự khuyết khóa XVIII, lãnh đạo cấp phó quốc gia, hiện là Bí thư Thành ủy Bắc Kinh. Ông từng là Bí thư Tỉnh ủy, Chủ nhiệm Ủy ban thường vụ Nhân Đại kiêm Bí thư Quân ủy Quân khu Phúc Kiến; Phó Bí thư Tỉnh ủy, Bí thư Đảng tổ, Tỉnh trưởng Tứ Xuyên; Phó Bí thư chuyên chức, Bộ trưởng Bộ Tuyên truyền Tỉnh ủy Tứ Xuyên; Phó Chủ nhiệm Ủy ban Sức khỏe và Kế hoạch hóa gia đình Trung Quốc, Phó Bộ trưởng Bộ Y tế; Cục trưởng Cục Quản lý giám sát Thực phẩm và Dược phẩm Quốc gia; Ủy viên Ủy ban Bảo vệ sức khỏe lãnh đạo Đảng và Nhà nước Trung ương Trung Quốc.
Doãn Lực là Đảng viên Đảng Cộng sản Trung Quốc, học vị Thạc sĩ Y tế xã hội, Tiến sĩ Kinh tế y tế và Quản lý sức khỏe, chuyên gia trong lĩnh vực y tế xã hội, y học cộng đồng. Ông là một nhân vật nổi bật với việc chỉ huy tỉnh Tứ Xuyên phát triển kinh tế tập trung công nghệ, tăng trưởng tốc độ cao; kiểm soát chống đại dịch COVID-19 như một hình mẫu ở Trung Quốc.

## Xuất thân và giáo dục
Doãn Lực sinh ra vào tháng 8 năm 1962 tại thủ phủ Tế Nam, tỉnh Sơn Đông, nguyên quán ở huyện Lâm Ấp, địa cấp thị Đức Châu, tỉnh Sơn Đông, Cộng hòa Nhân dân Trung Hoa. Ông lớn lên trong một gia đình có danh tiếng về nghiên cứu, chẩn đoán và điều trị y tế. Thời niên thiếu, ông theo học phổ thông cao trung tại Trường Trung học Thực nghiệm Sơn Đông (山东省实验中学) ở thành phố Tế Nam.
| “                                      | Tôi không chọn trở thành bác sĩ, không muốn chỉ cứu từng người một mà là cả y tế đối với cộng đồng. | ” |
| —Doãn Lực, trả lời phỏng vấn thời trẻ. | |   |

Tháng 9 năm 1980, ông tốt nghiệp phổ thông, trúng tuyển Đại học Y khoa Sơn Đông thuộc Đại học Sơn Đông. Từ 1980 đến 1986, ông học chuyên ngành Y học tại Khoa Y của Đại học Sơn Đông, được kết nạp Đảng Cộng sản Trung Quốc vào tháng 6 năm 1983. Tháng 7 năm 1986, ông tốt nghiệp đại học, tiếp tục theo học nghiên cứu sinh cao học chuyên ngành Y tế xã hội và Quản lý sức khỏe của Khoa Sức khỏe, Đại học Sơn Đông rồi nhận bằng Thạc sĩ Y tế xã hội và Quản lý sức khỏe. Thời gian này, ông cũng tới Thượng Hải tham gia khóa bồi dưỡng ngoại ngữ và ngoại giao tại Đại học Ngoại ngữ Thượng Hải. Tháng 11 năm 1988, ông được Ủy ban Giáo dục Quốc gia chọn gửi sang học tại Leningrad, Liên Xô. Từ năm 1988 đến 1993, ông là nghiên cứu sinh tại Viện Sức khỏe Xã hội, Kinh tế và Quản lý Y tế thuộc Viện Hàn lâm Khoa học Liên Xô, bảo vệ thành công luận án tiến sĩ, trở thành Tiến sĩ Kinh tế y tế và Quản lý sức khỏe. Từ tháng 9 năm 2002 đến tháng 4 năm 2003, ông tới Thịnh vượng chung Massachusetts, Hoa Kỳ, là một học giả thỉnh giảng tại Trường Y tế Công cộng T.H. Chan, Đại học Harvard.
Trong giai đoạn công tác của sự nghiệp, ông tham gia các lớp học của Trung ương. Năm 2001, ông tham gia lớp bồi dưỡng cán bộ, công chức của nhóm các cơ quan Trung ương tại Trường Đảng Trung ương Đảng Cộng sản Trung Quốc. Đến năm 2005, ông tiếp tục theo học lớp bồi dưỡng cán bộ trung niên, thanh niên tại Trường Đảng Trung ương.

## Sự nghiệp

### Thời kỳ đầu
Tháng 11 năm 1993, Doãn Lực trở về từ Sankt-Peterburg, bắt đầu sự nghiệp sau 13 năm học tập. Ông được nhiều cơ quan mời gọi, trong đó có Đại học Sơn Đông mời làm giảng viên ngành Y. Sau đó, ông được tuyển dụng làm công vụ viên nghiên cứu tại Ty Văn hóa, Y tế, Giáo dục, Khoa học thuộc Văn phòng Nghiên cứu Quốc vụ viện. Một năm sau, ông là Phó Xứ trưởng của Ty. Tháng 4 năm 1997, ông là Xứ trưởng của Ty Nghiên cứu Phát triển xã hội. Trong giai đoạn 1992 – 2003, ông là Trợ lý Tuần thị rồi Tuần thị viên tại Văn phòng Nghiên cứu.

### Ngành Y
Cuối năm 2002, đầu 2003, Dịch SARS bắt đầu từ Quảng Đông, đưa hội chứng hô hấp cấp tính nặng đe dọa Trung Quốc. Doãn Lực là chuyên gia y tế công cộng được chuyển sang làm việc công tác tại Bộ Y tế vào tháng 5 năm đó, nhậm chức Phó Chủ nhiệm Sảnh Văn phòng Bộ, tham gia chỉ huy chống dịch. Khi đối phó với bệnh SARS, ở hội nghị chuyên gia do Tổng lý Quốc vụ viện Ôn Gia Bảo tổ chức, ông là quan chức duy nhất tham gia với tư cách là một chuyên gia và đưa ra lời khuyên để đối phó bệnh SARS. Vào tháng 10 năm 2003, ông được bổ nhiệm làm Ty trưởng Ty Hợp tác Quốc tế của Bộ Y tế. Từ tháng 1 năm 2004 đến tháng 5 năm 2005, ông tham gia lĩnh vực y tế thế giới, là thành viên của Ủy ban Điều hành Tổ chức Y tế Thế giới và được bầu làm Phó Chủ tịch Ủy ban Chấp hành WHO.
Vào tháng 7 năm 2006, ông giữ chức Chủ nhiệm Văn phòng Bộ Y tế. Đến tháng 9 năm 2008, Tổng lý Ôn Gia Bảo quyết định bổ nhiệm ông làm Phó Bộ trưởng Bộ Y tế, trở thành Phó Bộ trưởng trẻ nhất của Bộ Y tế tại thời điểm đó, khi 46 tuổi. Ông đồng thời là Ủy viên Đảng tổ Bộ Y tế, Ủy viên Ủy ban Quản lý Toàn diện An sinh Xã hội Trung ương. Vào tháng 2 năm 2012, ông tiếp tục là Phó Bộ trưởng Bộ Y tế, được bổ nhiệm kiêm nhiệm Bí thư Đảng tổ, Cục trưởng Cục Quản lý giám sát Thực phẩm và Dược phẩm Quốc gia (SDFA), một cơ quan cấp phó bộ. Trong nhiệm kỳ của mình, ông đã giải quyết các vấn đề sản xuất dược phẩm được sử dụng bởi các doanh nghiệp. Tháng 11 năm 2012, tại Đại hội Đảng Cộng sản Trung Quốc khóa XVIII, ông được bầu làm Ủy viên dự khuyết Ủy ban Trung ương Đảng Cộng sản Trung Quốc khóa XVIII. Sau đó, tháng 4 năm 2013, các cơ quan về y tế như Bộ Y tế, Cục SDFA được giải thể, ông giữ chức Phó Chủ nhiệm Ủy ban Sức khỏe và Kế hoạch hóa gia đình Quốc gia, kiêm nhiệm Phó Bí thư Đảng tổ, Phó Tổng cục trưởng Tổng cục Quản lý giám sát Thực phẩm và Dược phẩm Quốc gia, hàm phó bộ, phó tỉnh.

### Tứ Xuyên

#### Đảm nhiệm vị trí
Vào tháng 3 năm 2015, Trung ông quyết định điều chuyển Doãn Lực tới công tác ở tỉnh Tứ Xuyên, kết thúc hơn 20 năm hoạt động trong lĩnh vực khoa học ở cơ quan trung ương, chuyển sang giai đoạn mới của sự nghiệp. Ông được phân công vào Ban thường vụ, là Thường vụ Tỉnh ủy, Phó Bí thư Tỉnh ủy Tứ Xuyên, kiêm nhiệm Bộ trưởng Bộ Tuyên truyền Tỉnh ủy Tứ Xuyên vào tháng 4 sau đó. Trong thời gian này, ông vẫn là Ủy viên Ủy ban Bảo vệ sức khỏe Trung ương.  Vào đầu tháng 1 năm 2016, Tỉnh trưởng Tứ Xuyên Ngụy Hoành bị cách chức và khởi tố điều tra vì tội vi phạm nghiêm trọng kỷ luật Đảng, Doãn Lực được đề cử cho vị trí Tỉnh trưởng Tứ Xuyên. Tứ Xuyên trong năm năm 2011 – 2015 đã tăng trưởng 42%, tốc độ cao thời kỳ đầu, bị suy giảm nghiêm trọng chỉ còn 13% trong nhiệm kỳ ba năm của Ngụy Hoành, khiến cho Doãn Lực đối mặt và nhiệm vụ khôi phục tốc độ phát triển của tỉnh. Ngày 30 tháng 1 năm 2016, tại hội nghị lần thứ 22 của Thường vụ Nhân Đại Tứ Xuyên khóa XII, ông được bầu làm quyền Tỉnh trưởng Chính phủ Nhân dân tỉnh Tứ Xuyên; trở thành Tỉnh trưởng chính thức, Bí thư Đảng tổ Chính phủ Tứ Xuyên từ tháng 2 cùng năm. Tháng 11 năm 2017, tại Đại hội Đảng Cộng sản Trung Quốc lần thứ XIX, ông được bầu làm Ủy viên Ủy ban Trung ương Đảng Cộng sản Trung Quốc khóa XIX, trong danh sách 204 Ủy viên lãnh đạo Trung Hoa.

#### Lãnh đạo kinh tế và xã hội

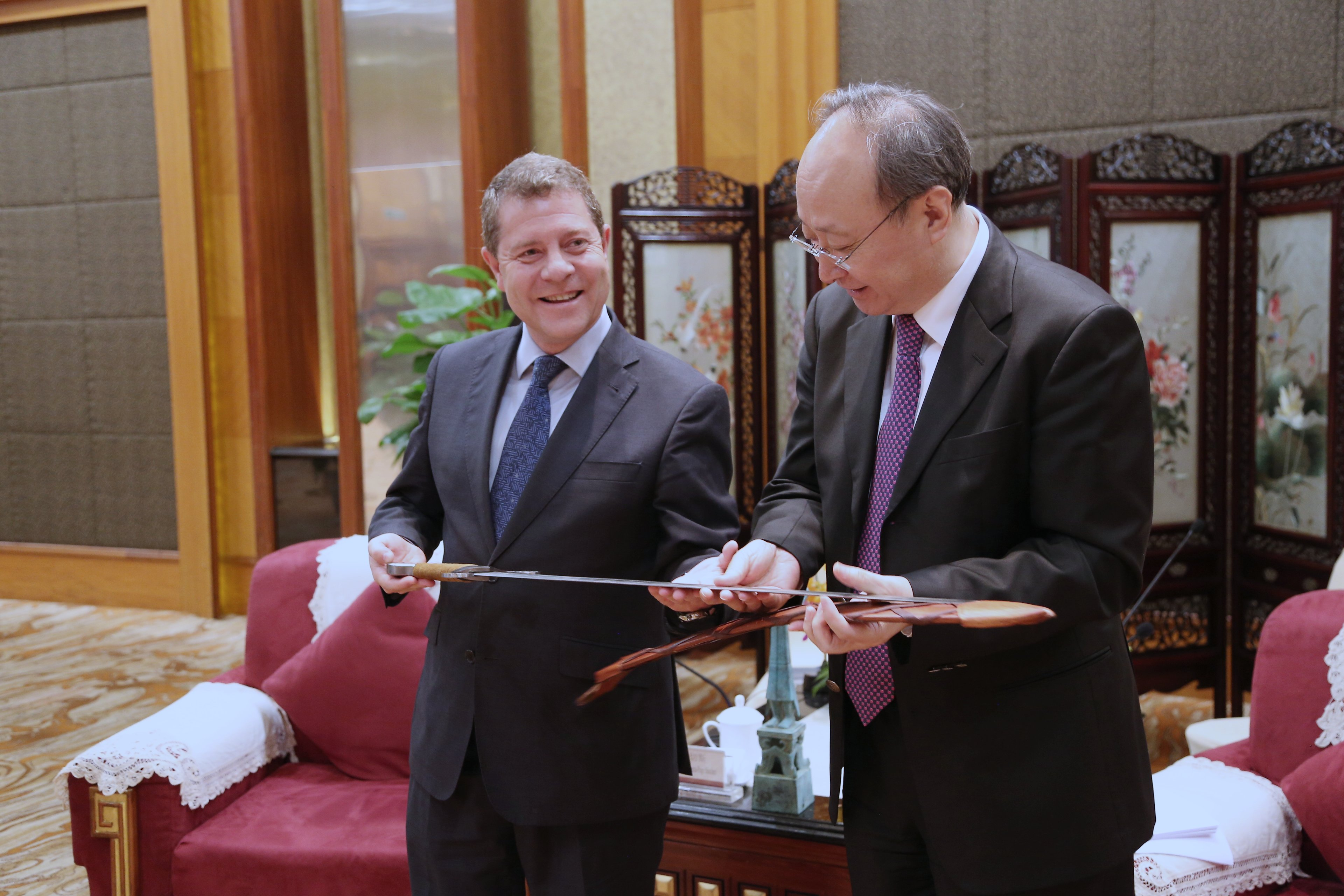
Doãn Lực gặp gỡ Chủ tịch Castilla-La Mancha, Tây Ban Nha để ký kết thỏa thuận hợp tác kinh tế. Ảnh năm 2018, hai bên giao lưu văn hóa về thanh kiếm Thành Đô trong lịch sử Trung Quốc.

Cuối năm 2019, đầu 2020, Đại dịch COVID-19 khởi đầu ở Vũ Hán, Hồ Bắc lan ra khắp Trung Quốc và ảnh hưởng toàn thế giới. Tỉnh Tứ Xuyên ở vị trí cách Hồ Bắc thông qua Trùng Khánh, cùng gặp nguy cơ cao vì đại dịch. Trong thời kỳ này, với tư cách là Tỉnh trưởng Tứ Xuyên, Doãn Lực có nhiệm vụ trực tiếp chỉ đạo chống dịch. Ngay từ ngày 21 tháng 1 năm 2020, khi chỉ có một bệnh nhân nghi ngờ mắc bệnh ở Tứ Xuyên, Chính phủ Tứ Xuyên được ông chỉ huy đã yêu cầu các cơ quan y tế, Sảnh Y tế tỉnh lập phương án kỹ lưỡng để tránh lây lan thứ phát. Tứ Xuyên cũng đi đầu cả nước trong việc thực hiện quản lý mạng lưới giao tiếp và lây lan của COVID-19 (网格化管理) từ ngày 23 tháng 1, hai ngày trước khi Trung Quốc bắt đầu triển khai biện pháp này. Tứ Xuyên tiếp tục ra quyết định cắt đứt giao thông đường bộ với Vũ Hán và tổ chức các đội y tế tham gia hỗ trợ Vũ Hán, đều dẫn đầu cả nước. Tính đến cuối năm 2020, toàn tỉnh Tứ Xuyên đã kiểm soát tốt đại dịch trong tỉnh, không tới 1.000 ca nhiễm, hầu hết đều chữa khỏi, chỉ có ba người chết. Phương án chỉ huy chống dịch của Doãn Lực đã được đánh giá cao, được ví là phương án cấp bậc sách giáo khoa (教科书级).
Doãn Lực đảm nhiệm vị trí Tỉnh trưởng Tứ Xuyên trong năm năm từ đầu 2016 đến cuối năm 2020, phối hợp cùng Bí thư Tứ Xuyên Vương Đông Minh và Bành Thanh Hoa, ông trực tiếp chỉ huy lĩnh vực kinh tế và xã hội tỉnh. Trong thời kỳ của ông, kinh tế Tứ Xuyên không chỉ giữ vững mà còn đẩy mạnh tốc độ tăng trưởng hàng đầu cả nước, GDP từ 3.293 tỷ tệ năm 2016 đạt tới 4.680 tỷ tệ năm 2020, tăng tới 47,5% trong năm năm. Tỉnh Tứ Xuyên với hơn 80 triệu dân trở thành một biểu tượng dẫn đầu của miền Tây Trung Quốc ở cả kinh tế và xã hội, kiểm soát đại dịch cùng tăng trưởng kinh tế năm 2020, là thành công nổi trội của Doãn Lực.

### Phúc Kiến
Cuối tháng 11 năm 2020, Trung ương họp bàn về lãnh đạo địa phương, quyết định điều chuyển công tác của Doãn Lực tới tỉnh Phúc Kiến, miễn nhiệm ở Tứ Xuyên. Ngày 30 tháng 11, ông được bổ nhiệm làm Bí thư Tỉnh ủy Phúc Kiến, kế nhiệm Vu Vĩ Quốc; đến tháng 1 năm 2021, ông được bầu làm Chủ nhiệm Ủy ban thường vụ Đại hội Đại biểu Nhân dân tỉnh Phúc Kiến, kiêm nhiệm Bí thư Quân ủy Quân khu Phúc Kiến, là lãnh đạo toàn diện, cao nhất tỉnh, phối hợp cùng Tỉnh trưởng Vương Ninh chỉ huy vùng 40 triệu dân ở ven biển Hoa Nam.

### Bắc Kinh
Tháng 6 năm 2022, Doãn Lực được bầu làm đại biểu tham gia Đại hội Đảng Cộng sản Trung Quốc lần thứ XX từ đoàn đại biểu Phúc Kiến. Trong quá trình bầu cử tại đại hội, ông tái đắc cử là Ủy viên Ủy ban Trung ương Đảng Cộng sản Trung Quốc khóa XX, sau đó được bầu làm Ủy viên Bộ Chính trị trong Hội nghị toàn thể lần thứ nhất Ủy ban Trung ương khóa XX vào ngày 23 tháng 10 năm 2022. Đến ngày 13 tháng 11, ông được điều về thủ đô, miễn nhiệm Bí thư Tỉnh ủy Phúc Kiến được kế vị bởi Chu Tổ Dực, nhậm chức Bí thư Thành ủy Bắc Kinh, lãnh đạo thủ đô kế nhiệm Thường vụ Cục Chính trị Thái Kỳ.